# Deltochilum scabriusculum
Deltochilum scabriusculum är en skalbaggsart som beskrevs av Bates 1887. Deltochilum scabriusculum ingår i släktet Deltochilum och familjen bladhorningar. Utöver nominatformen finns också underarten D. s. montanum.